# صموئيل بيتن
صموئيل بيتن (بالإنجليزية: Samuel Peyton)‏ هو سياسي أمريكي، ولد في 8 يناير 1804 وتوفي في 4 يناير 1870 في هارتفورد في الولايات المتحدة. حزبياً، نشط في الحزب الديمقراطي. وقد انتخب عضو مجلس النواب الأمريكي.
وُلِد بيتن في مقاطعة بوليت بولاية كنتاكي، وأكمل دراساته التحضيرية. تخرج من القسم الطبي في جامعة ترانسيلفانيا في مدينة ليكسينغتون بولاية كنتاكي عام 1827، وبدأ بمزاولة الطب في مدينة هارتفورد بولاية كنتاكي. شغل منصب عضو في مجلس نواب كنتاكي عام 1835.
انتخب بيتن كعضو في الحزب الديمقراطي في الكونغرس الثلاثين (4 مارس عام 1847 - 3 مارس عام 1849). ترشح لإعادة انتخابه كعضو في الكونغرس الحادي والثلاثين دون أن ينجح في عام 1848.